# Eurytoma antica
Eurytoma antica är en stekelart som beskrevs av Walker 1874. Eurytoma antica ingår i släktet Eurytoma och familjen kragglanssteklar. Inga underarter finns listade i Catalogue of Life.